# Козарац
Козарац (серб. Козарац) —  населённый пункт (посёлок) в общине Приедор, который принадлежит энтитету Республике Сербской, Босния и Герцеговина. Расположен в 10 км к востоку от города Приедор и в 45 км к северо-западу от Баня-Луки.

## Население
Численность населения посёлка Козарац по переписи 2013 года составила 4 818 человек.
Этнический состав населения населённого пункта по данным переписи 1991 года:
- боснийские мусульмане — 3.740 (92,45 %),
- сербы — 96 (2,37 %),
- хорваты — 35 (0,86 %),
- югославы — 117 (2,89 %),
- прочие — 57 (1,40 %).

Всего: 4.045 чел.